# Conghua

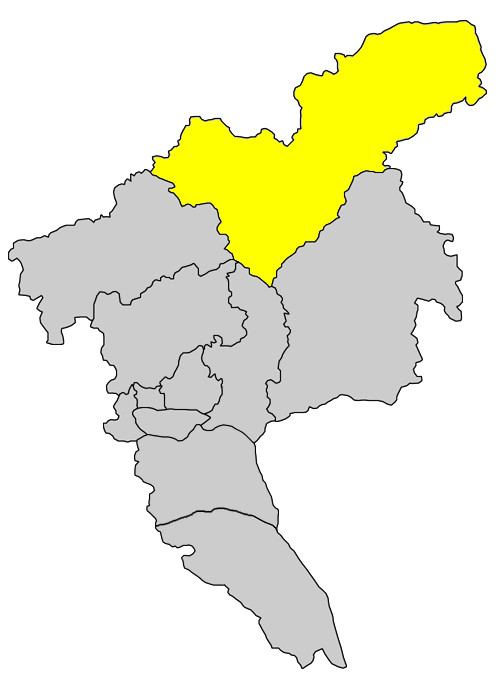
Lage Conghuas innerhalb der Unterprovinzstadt Guangzhou

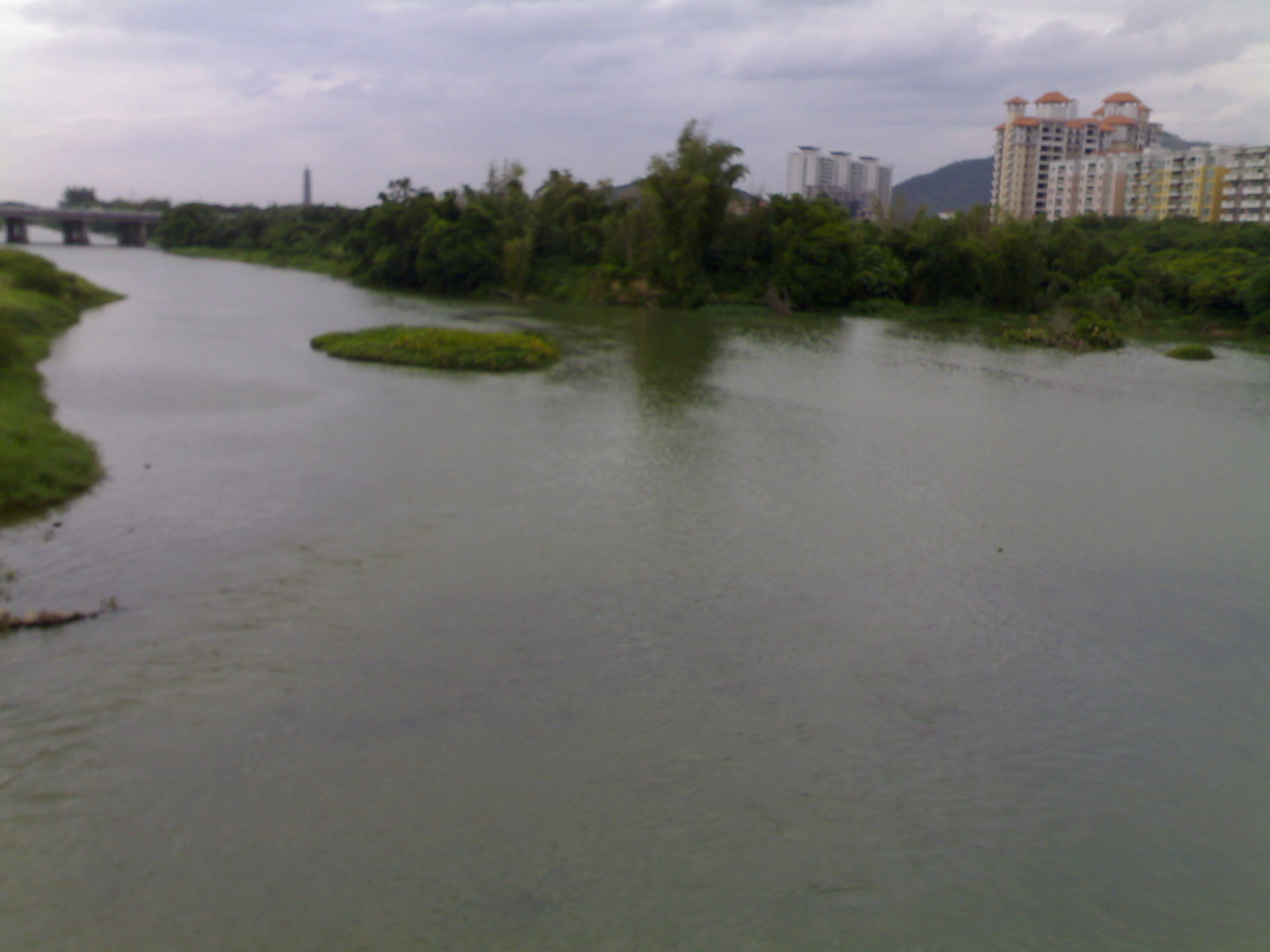
Der Fluss Liuxi in Conghua

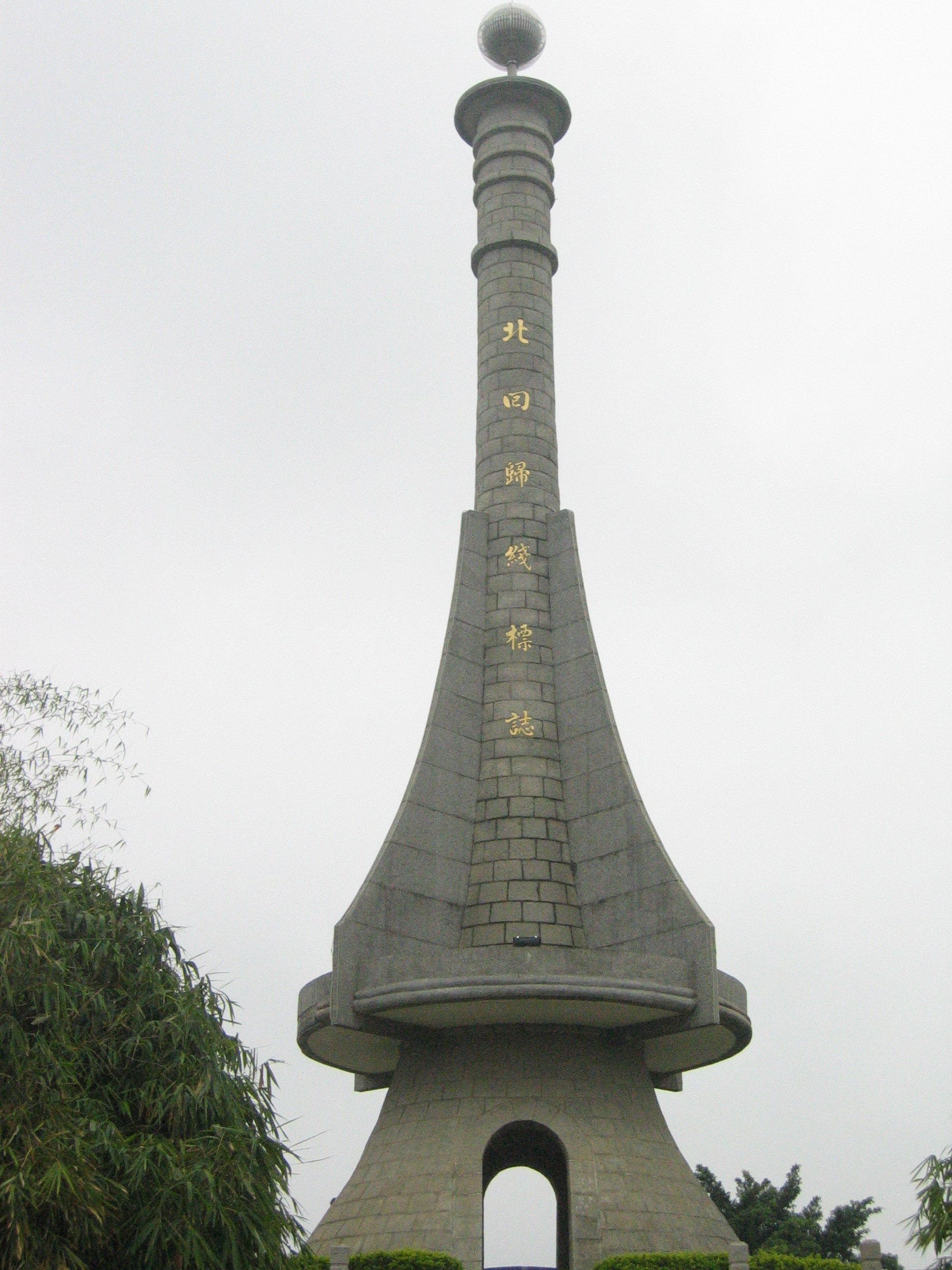
Turm des Nördlichen Wendekreises in Conghua

Conghua (从化区,  Cónghuà Qū) ist ein Stadtbezirk der Unterprovinzstadt Guangzhou in der chinesischen Provinz Guangdong. Die Fläche beträgt 1.975 Quadratkilometer und die Einwohnerzahl 717.684 (Stand: Zensus 2020).
Der Guangyu-Ahnentempel (Guangyu ci 广裕祠) steht seit 2006 auf der Liste der Denkmäler der Volksrepublik China (6-682).